# Матчи сборной Петрограда по футболу (1915)
Сезон 1915 года стал 14-м в истории сборной Петрограда по футболу.
В нём сборная провела 2 официальных матча (оба — товарищеские междугородние) и 4 неофициальных (в том числе один международный)

## Классификация матчей
По установившейся в отечественной футбольной истории традиции официальными принимаются
- Все соревновательные матчи[К 4] официальных турниров — чемпионатов СССР, Российской империи и РСФСР — во времена, когда они проводились среди сборных городов (регионов, республик), и сборная Санкт-Петербурга (Ленинграда) была субъектом этих соревнований; к числу таковых относятся также матчи футбольных турниров на Спартакиадах народов СССР 1956 и 1979 года.
- Междугородние товарищеские игры сборной сильнейшего состава без формальных ограничений[К 5] с адекватным по статусу соперником. Матчи с клубами Санкт-Петербурга и других городов, со сборными не сильнейшего состава и т. п. составляют другую категорию матчей.
- Международные матчи с соперниками топ-уровня — в составах которых выступали футболисты, входившие в национальные сборные либо выступавшие в чемпионатах (лигах) высшего соревновательного уровня своих стран — как профессионалы, так и любители[К 6]. Практиковавшиеся (в основном, в 1920—1930-х годах) международные матчи с так называемыми «рабочими» и им подобными по уровню командами, состоявшими, как правило, из неконкурентоспособных игроков-любителей невысокого уровня, заканчивавшиеся обычно их разгромными поражениями, отнесены в отдельную категорию матчей.

## Статистика сезона
| 1915         |                                            |     |
| Н (1)        | Петроград — Петроград (II)                 | 1:0 |
| Н (2)        | Петроград — «Меркур»                       | 2:3 |
| МГ 10        | Петроград — Одесса                         | 5:1 |
| Н (3)        | Петроград («молодежная») — «Рейпас» Выборг | 3:2 |
| Н (4)        | Петроград — Петроград («молодежная»)       | 5:1 |
| МГ 11        | Петроград — Москва                         | 2:1 |
| Итого        |                                            |     |
| И В Н П М    |                                            |     |
| 2 1 0 1 7−2  |                                            |     |
| 4 3 0 1 11−6 |                                            |     |

## Официальные матчи

### 28. Петроград — Одесса — 5:1
Междугородний товарищеский матч 10 (отчет)

| Петроград                                                     | 5:1 | Одесса           |
| ------------------------------------------------------------- | --- | ---------------- |
| - В.Бутусов 18′ - Сандерс 32′ ~65′ ~85′ - Койфман ~43′ (авт.) |     | - Э.Джекобс ~40′ |

| Игрок              | Клуб          |                 | Вышел на замену | Гол  |
| ------------------ | ------------- | --------------- | --------------- | ---- |
| Детлов, Евгений    | «Унитас»      | Серебряный гол  | 2               | (-5) |
|                    |               |                 |                 |      |
| Мосс, Пол          | «Нева»        |                 | 3               |      |
| Громов, Николай    | «Спорт»       |                 | 4               |      |
|                    |               |                 |                 |      |
| Филиппов III, Пётр | «Коломяги»    |                 | 1               |      |
| Хромов, Никита     | «Путиловский» |                 | 22              |      |
| Лагунов, Дмитрий   | «Петровский»  |                 | 10              | 1    |
|                    |               |                 |                 |      |
| Каяйкин, Сергей    | «Коломяги»    |                 | 1               |      |
| Сандерс, Петер     | «Спорт»       | Гол · Гол · Гол | 1               | 3    |
| Бутусов, Василий   | «Унитас»      | Гол             | 14              | 11   |
| Морвиль, Христиан  | «Нева»        |                 | 4               | 3    |
| Гостев II, Николай | «Коломяги»    |                 | 1               |      |

| Одесса      |     |
| ----------- | --- |
| Каждан      |     |
|             |     |
| Винтер      |     |
| М.Мизерский |     |
|             |     |
| Подольский  |     |
| Карр        |     |
| Койфман     |     |
|             |     |
| Канно       |     |
| Э.Джекобс   | Гол |
| Богемский   |     |
| Злочевский  |     |
| Дыхно       |     |

### 29. Петроград — Москва — 2:1
Междугородний товарищеский матч 11 (отчет)

| Петроград                            | 2:1 | Москва              |
| ------------------------------------ | --- | ------------------- |
| - П.Соловьёв (1:0)′ - Морвиль (2:0)′ |     | - МакДональд (2:1)′ |

| Игрок                | Клуб          |                | Вышел на замену | Гол  |
| -------------------- | ------------- | -------------- | --------------- | ---- |
| Детлов, Евгений      | «Унитас»      | Серебряный гол | 3               | (-6) |
|                      |               |                |                 |      |
| Мосс, Пол            | «Нева»        |                | 4               |      |
| Соколов, Пётр        | «Унитас»      |                | 15              | 2    |
|                      |               |                |                 |      |
| Филиппов III, Пётр   | «Коломяги»    |                | 2               |      |
| Хромов, Никита       | «Путиловский» |                | 23              |      |
| Филиппов IV, Георгий | «Коломяги»    |                | 1               |      |
|                      |               |                |                 |      |
| Стотт, Фред          | «Нева»        |                | 1               |      |
| Куренков, Михаил     | «Триумф»      |                | 1               |      |
| Соловьёв, Пётр       | «Кречет»      | Гол            | 1               | 1    |
| Морвиль, Христиан    | «Нева»        | Гол            | 5               | 4    |
| Лагунов, Дмитрий     | «Петровский»  |                | 11              | 1    |

| Москва     |     |
| ---------- | --- |
| Евстафьев  |     |
|            |     |
| Н.Коротков |     |
| Бейт       |     |
|            |     |
| А.Степанов |     |
| В.Леонтьев |     |
| Бункин     |     |
|            |     |
| М.Денисов  |     |
| С.Андреев  |     |
| В.Ратов    |     |
| МакДональд | Гол |
| Л.Золкин   |     |

|  |  |

## Неофициальные матчи
1. Тренировочный матч
| 1 мая Неоф (1) | Петроград   | 1:0 | Петроград (II) | Поле «Нарвы» |
| | - В.Бутусов |     |                |              |
| Петроград: Е.Детлов - Мосс, Громов - П.Филиппов, Хромов, Г.Филиппов - Полунин, де Мей, В.Бутусов, Сандерс, Н.Гостев Петроград: Гусаков - Ромм, ... - И.Андреев, Северов, Д.Лагунов - ..., В.Быстров, ..., ..., Д.Киселёв |             |     |                |              |

2. Тренировочный матч
| 6 мая Неоф (2) | Петроград                      | 2:3 | «Меркур»                        | Поле «Спорта»  |
| | - Сандерс (1:1)′ (2:3)′ (пен.) |     | - Северов (0:1)′ - Мейер (1:2)′ | Судья: Н.Биази |
| Петроград: Е.Детлов - Мосс, Громов - П.Филиппов, Хромов, Лагунов - Полунин, Сандерс, В.Бутусов, Морвиль, Н.Гостев · «Меркур»: Полежаев - Цветков, Скобелев - Савельев, Северов, Клемин - Мейер, Крас, Самойлов, Д.Киселёв, М.Соловьёв ~80' |                                |     |                                 |                |

3. Международный товарищеский матч
| 2 авг Неоф (3) | Петроград «молодёжная» | 3:2 | «Рейпас» Выборг | Поле «Кречета» |
| «молодёжная»: Полежаев - Гарфункель, Сидоров - И.Зайцев, Стенинг, Шилин - Д.Родионов, Куренков, П.Соловьёв, Кильдяшев, М.Егоров |                        |     |                 |                |

4. Тренировочный матч
| 14 сен Неоф (4) | Петроград | 5:1 | Петроград «молодёжная» | Поле «Унитаса» |
| Петроград: Е.Детлов - Мосс, П.Соколов - А.Блинков, Хромов, Лагунов - Ф.Стотт, Г.Филиппов, В.Крутов, Морвиль, С.Филиппов Петроград: Полежаев - Сидоров, Шилинг - Попов, Стенинг, Баккель - Лызлов, Куренков, П.Соловьёв, Марков, М.Егоров |           |     |                        |                |

## Комментарии
1. ↑  К.Есенин указывал для сборной Москвы только междугородние и международные матчи[1]
2. ↑  В реестре матчей сборной Санкт-Петербурга (Петрограда, Ленинграда), опубликованном группой ленинградских историков и статистиков под редакцией Н.Киселёва[2] учтены только междугородние матчи со сборными городов и республик
3. ↑  Г.Калянов предложил разделение матчей на официальные и товарищеские (для сборной Москвы)[3]
4. ↑  в том числе недоигранные и аннулированные, а также сыгранные с неформатными сборными и клубами — все матчи, объявленные как матчи официальных турниров
5. ↑  Матчи второй, третьей и т. д. (дублёров), а также ведомственных (например, сборной профсоюзов) сборных считаются неформатными. Тем не менее, междугородние матчи и «русской», и «английской» сборных Санкт-Петербурга и Москвы начала века, согласно установившейся традиции, учитываются историками[4][5][1] в их реестрах
6. ↑  Тем не менее, несколько международных матчей 1910-х годов с командами, формально не соответствующими строго данному критерию, но в игровом плане нередко подавляюще превосходившими сборные Санкт-Петербурга и Москвы, учтены[6][7] в их реестрах
7. ↑  Этот гол в некоторых источниках представляется как автогол кого-то из Филипповых, однако «Къ Спорту!» определённо указывает: "... мяч ударил МакДональд и возле ворот его подправил Филиппов; хотя, думается, и без этой помощи он был бы в сетке".
8. ↑  Во многих источниках на этом месте расположен Н.Гостев II, указанный в первоначальном анонсе состава на матч; однако «Вечернее время», приводя состав петроградцев, определённо поясняет: "... и Лагунов («Петровский»), который заменил не приехавшего без предупреждения Гостева, поставившего было петроградскую команду в затруднительное положение".

### Периодика
- «Вечернее время» Петроград 1915. Электронная библиотека ГПИБ — elib.shpl.ru.
- «Новое время» Петроград 1915. Gallica — gallica.bnf.fr.
- «Спортивная недҍля» Петроград 1915. НЭБ — rusneb.ru.
- «Къ Спорту» Москва 1915. НЭБ — rusneb.ru.
- «Русскiй спортъ» Москва 1915. НЭБ — rusneb.ru.